# یواس‌اس هاوک (آی‌ایکس-۱۴)
یواس‌اس هاوک (آی‌ایکس-۱۴) (به انگلیسی: USS Hawk (IX-14)) یک کشتی بود که طول آن ۱۴۵ فوت (۴۴ متر) بود. این کشتی در سال ۱۸۹۱ ساخته شد.